# Coupe d'Europe des vainqueurs de coupe féminine de handball 1998-1999
Navigation
Coupe des coupes 1997-1998 Coupe des coupes 1999-2000
La Coupe d'Europe des vainqueurs de coupe féminine de handball 1998-1999 est la 23e édition de la Coupe d'Europe des vainqueurs de coupe féminine de handball, compétition de handball créée en 1976 et organisée par l'EHF.

## Formule
La Coupe des Vainqueurs de Coupe est également appelée C2. Il est d’usage que les vainqueurs des coupes nationales respectives y participent.L’ensemble des rencontres se dispute en matches aller-retour, y compris la finale. 

## Résultats

### Quarts de finale
| Date Aller      | Club             | Aller   | Total   | Retour  | Club                       | Date Retour   |
| --------------- | ---------------- | ------- | ------- | ------- | -------------------------- | ------------- |
| 28 février 1999 | Bækkelagets SK   | 32 - 19 | 54 - 42 | 22 - 23 | Larvik HK                  | 6 mars 1999   |
| 27 février 1999 | Spartak Kiev     | 13 - 24 | 34 - 41 | 21 - 17 | Ferrobus Mislata Tortajada | 1er mars 1999 |
| 27 février 1999 | Kouban Krasnodar | 23 - 14 | 42 - 44 | 19 - 30 | ASPTT Metz                 | 6 mars 1999   |
| 27 février 1999 | Kras Zagreb      | 24 - 31 | 47 - 53 | 23 - 22 | Frederiksberg IF           | 7 mars 1999   |

### Demi-finales
| Date Aller    | Club                       | Aller   | Total   | Retour  | Club             | Date Retour   |
| ------------- | -------------------------- | ------- | ------- | ------- | ---------------- | ------------- |
| 10 avril 1999 | Ferrobus Mislata Tortajada | 25 - 20 | 46 - 41 | 21 - 21 | Frederiksberg IF | 17 avril 1999 |
| 11 avril 1999 | ASPTT Metz                 | 17 - 17 | 39 - 45 | 22-28   | Bækkelagets SK   | 17 avril 1999 |

### Finale
| Date Aller | Club           | Aller   | Total   | Retour  | Club                       | Date Retour |
| ---------- | -------------- | ------- | ------- | ------- | -------------------------- | ----------- |
| 8 mai 1999 | Bækkelagets SK | 26 - 13 | 50 - 35 | 24 - 22 | Ferrobus Mislata Tortajada | 15 mai 1999 |

## Les championnes d'Europe
| Championne d'Europe des vainqueurs de coupe 1998-1999 Bækkelagets SK 2e titre |